# Conspiració (pel·lícula)
Conspiració (títol original: Conspiracy Theory) és una pel·lícula estatunidenca dirigida per Richard Donner i estrenada l'any 1997. Ha estat doblada al català.

## Argument
Jerry Fletcher és un taxista paranoic, fervent adepta de la teoria del complot. Convençut que es tramen nombrosos complots (sobretot, contra el president dels Estats Units), passa els seus dies a compartir les seves teories amb els seus clients, així com amb Alice Sutton, ajudant del fiscal. Alice, de la qual Jerry està secretament enamorat, l'escolta pacientment, però sense prendre-s'ho seriosament. Un dia, Jerry es segrestat per membres d'una misteriosa organització. Aquests el torturen per fer-li confessar «qui està al corrent», cosa que el fa pensar que una de les teories de complot que ha evocat als seus clients o a Alice és correcta;ara bé, Jerry no sap de quin complot en particular parlen, i la qüestió és saber de quin. Jerry aconsegueix escapar-se. Perseguit per diferents branques dels serveis secrets, prova de convèncer Alice que es trama un complot.

## Repartiment
- Mel Gibson: Jerry Fletcher
- Julia Roberts: Alice Sutton
- Patrick Stewart: el doctor Jonas
- Steve Kahan: M. Wilson
- Peter Jacobson: un operador de vigilància
- Kenneth Tigar: un advocat
- Dean Winters: Cleet
- Richard Donner: el passatger del taxi
- Troy Garity: un estudiant en pràctiques
- Bert Remsen: el jutge Sutton, pare d'Alice
- Michael Potts: guàrdia del palau de justícia
- Sean Patrick Thomas: un operador de vigilància
- Rick Hoffman: agent de seguretat de nit
- Tom McCarthy: projector de l'helicòpter
- Cylk Cozart: L'agent Lowry
- Terry Alexander: Flip
- Michael Shamus Wiles: el policia a l'hospital Roosevelt
- J. Mills Goodloe: ajudant de Jonas

## Al voltant de la pel·lícula
El personatge de Jerry intenta escapar als seus perseguidors entrant a un cinema que reposa Lady Falcó, un altre film de Richard Donner.
Entre les seves nombroses teories del complot, Jerry pensa que el director Oliver Stone està lligat al govern americà. Pensa que és així com ha pogut fer films sobre assumptes sensibles gràcies a informacions secretes del govern.